# 1660
Cette page concerne l'année 1660  du calendrier grégorien. Pour l'année 1660 av. J.-C., voir 1660 av. J.-C.
L'année 1660 est une année bissextile qui commence un jeudi.

## Événements
- 14 janvier : arrivée d’une mission de Capucins espagnols à Arda (Allada) en Guinée. Elle échoue et rentre en Espagne en 1661[1].
- 31 mars : quinze des principaux chefs caraïbes signent un traité de paix chez Charles Houël à Basse-Terre en Guadeloupe avec les représentants des nations européennes ; à l'issue de deux ans de guerre, ils abandonnent toutes leurs îles des Antilles à l'exception de Saint-Vincent et de la Dominique[2].
- 2 mai, Québec : bataille de Long Sault. Le 1er mai, Adam Dollard des Ormeaux et 16 de ses amis arrivent à Long-Sault et attendent, dans les restes d’une palissade abandonnée, les Iroquois (qui avaient déclaré la guerre aux Blancs) qui remontent la rivière des Outaouais. Ne sachant pas que le groupe d’Iroquois compte environ 300 hommes, ils se barricadent dans leur palissade où ils seront assiégés pendant une semaine. Les Hurons font défection, l’eau se met à manquer, et quand un baril de poudre explose dans la palissade, les assiégés tombent aux mains des Iroquois[3]. Neuf des survivants seront torturés à mort puis mangés.
- 1er juin : exécution à Boston de la quaker Mary Dyer[4]. Début des persécutions systématiques contre les quakers, qui dureront jusqu'à la fin des années 1660.
- 12 juin : attaque hollandaise contre le sultanat de Makassar[5]. Le Sultan Hasanuddin doit signer la paix (19 août et 2 décembre)[6].
- 15 juillet : traité de paix entre les Hollandais et les Indiens Delaware, vaincus dans la première guerre des Esopus[7].
- 27 octobre : grande éruption du volcan équatorien Pichincha qui étale plus de 30 cm de cendres sur Quito[8].
- 8 novembre : début de la révolte de la Cachaça à Rio de Janeiro[9].

- Brésil : instruction du père António Vieira pour l’administration des aldeias par les jésuites[10].
- La Virginie et le Maryland définissent l'esclavage en termes juridiques (engagement à vie sans mention de transmission héréditaire)[11].

### Europe
- 4 février : convention d'Ohnenheim. Les anabaptistes d'Alsace s'assemblent à Ohnenheim et approuvent la profession de foi de Dordrecht de 1632[12].
- 23 février : début du règne de Charles XI de Suède (fin en 1697) à la mort de Charles X Gustave. Le pouvoir est confié à un conseil de régence (fin en 1672)[13]. Magnus Gabriel De la Gardie et la haute noblesse exercent une forte influence en Suède pendant la minorité de Charles XI. Le Riksdag obtient le droit de s’assembler tous les trois ans. Malgré l’opposition des autres ordres, la noblesse parvient à arrêter l’application de la Réduction de 1655.
- 20 mars-14 août, Russie : le tsar Alexis Ier réunit un concile qui condamne le patriarche Nikita Nikon, mais la rétractation d’un votant annule toute la procédure[14].
- 11-13 avril : autodafé à Séville[15]. Une foule de 100 000 personnes y participe.

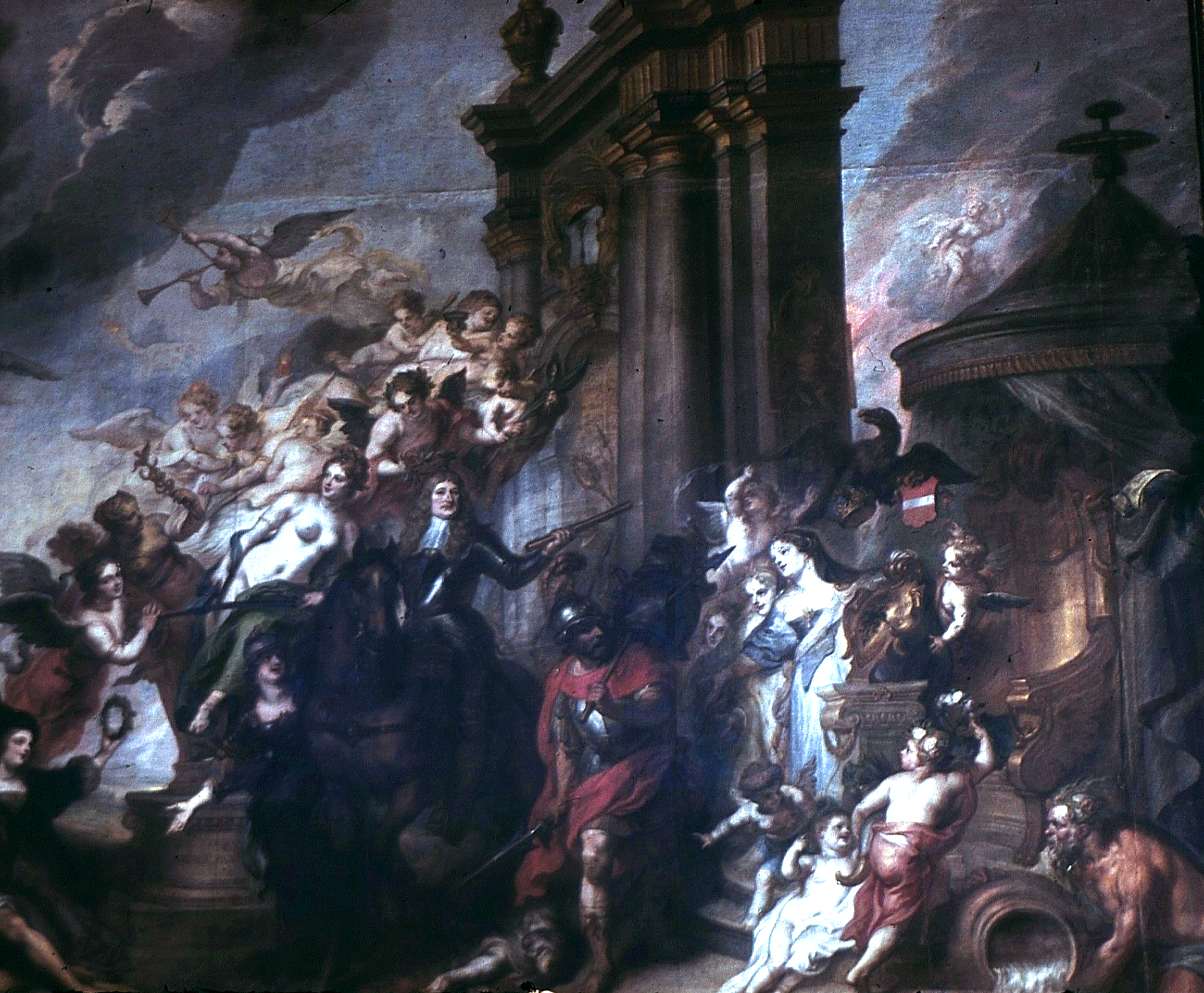
3 mai : traité d'Oliva. Allégorie de la paix d'Oliva, toile de Theodoor van Thulden, 1666

- 3 mai : paix d'Oliwa[13]. Casimir V de Pologne cède la Livonie jusqu’à la Dvina à la Suède et renonce à la suzeraineté sur la Prusse-Orientale au profit du Brandebourg, qui devient l’État le plus puissant d’Allemagne (droit de réversion à la Pologne en cas d’absence d’un héritier).
- 6 juin : traité de Copenhague, second acte de la « paix du Nord » entre la Suède et le Danemark. Le pouvoir royal danois se trouve renforcé. La Suède doit rendre au Danemark Bornholm et Trondhjem et le Danemark doit abandonner ses tentatives de fermer la Baltique aux vaisseaux de guerre étrangers[16].
- 7 juin : mort de Georges II Rákóczi, voïévode de Transylvanie[17]. Vaincu lors d’une campagne contre la Pologne, il est déposé par le sultan. Restauré, il est mortellement blessé à Gyalu, le 22 mai, face aux Ottomans qui ont envahi la Transylvanie. Ferenc Rakóczi Ier, élu prince, ne pourra pas occuper son siège. Le catholique Jean Kémény est désigné le 24 décembre par le parti pro-autrichien, ce qui provoque la colère du grand vizir qui fait intervenir les Tatars[18].
- 14 juillet-17 août : siège et prise de Nagyvárad (Oradea), clef de la Transylvanie, par les Ottomans[19].
- 24 août : recès de 1660 en Brandebourg : les États conservent le droit de s’assembler à condition de ne traiter que de la nature des impôts et de la forme de leur collecte (août 1660 et mars 1661)[20].
- 27 août : les Turcs prennent la forteresse de Petrovaradin, en Hongrie[21].
- 29 septembre : abrogation de l’Acte d’exclusion de 1654 aux Provinces-Unies[22].
- 18 octobre : le roi Frédéric III de Danemark reçoit l’hommage des États[23]. Ils ne seront plus appelés pendant 175 ans.
- 11 novembre : arrivée à Lisbonne du comte de Schomberg, délégué de Mazarin avec six cents volontaires. Il réorganise l’armée portugaise, qui réussit à contenir les assauts des Espagnols (fin en 1668)[24].
- 12 novembre : traité de Llívia entre la France et l'Espagne[25].

#### Îles britanniques
- 3 février : George Monck, de retour d'Écosse, entre à Londres avec ses troupes[26].
- 21 février-16 mars : reformation du Long Parlement[26].
- 27 février : John Thurloe redevient secrétaire d'État. Il est arrêté pour haute trahison après la Restauration le 15 mai[27].
- 4 avril : Déclaration de Bréda. Charles II d'Angleterre promet une amnistie générale et la liberté de conscience[28].
- 25 avril : première réunion du Parlement Convention[29].
- 1er mai : lecture au Parlement de la Déclaration de Bréda de Charles II d'Angleterre (Stuart), fils de Charles Ier et d’Henriette-Marie de France, accordant l'amnistie et la liberté de conscience aux Anglais[29].
- 8 mai : Charles II est proclamé roi d’Angleterre, d’Écosse et d’Irlande par le Parlement (fin en 1685)[17].

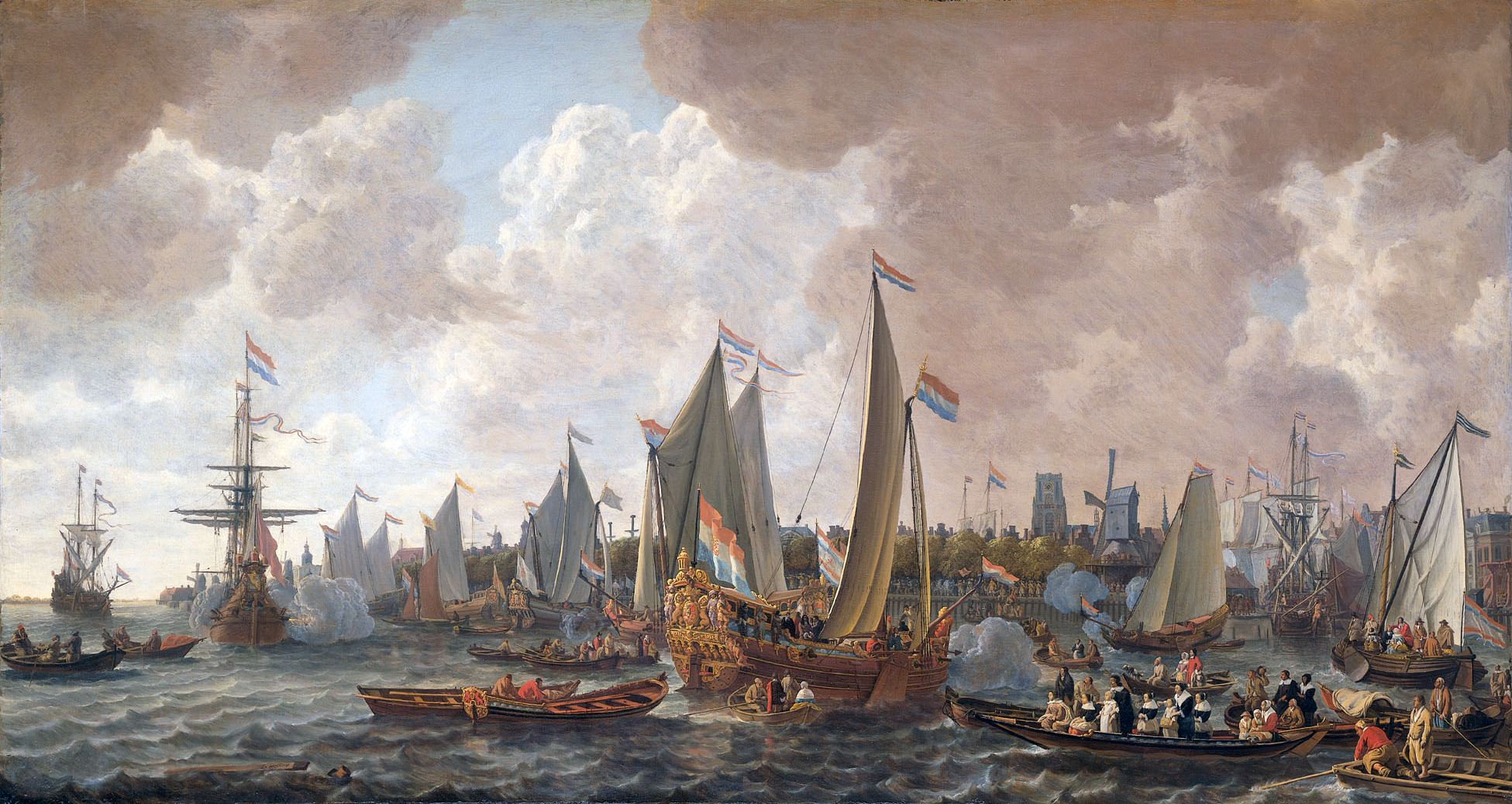
24 mai : arrivée du roi Charles II à Rotterdam, toile de Lieve Verschuier.

- 29 mai : entrée à Londres de Charles II, fin de la république anglaise et restauration des Stuarts[29]. Le roi pratique une politique qui se rattache aux modèles du passé, en particulier sur le plan religieux et diplomatique.
  - Pendant quelques mois, une politique de répression s’exerce contre les révolutionnaires puritains, soutenue par l’élection du parlement cavalier, favorable au roi (8 mai 1661). Des régicides sont jugés, certains sont exécutés. L’armée puritaine est renvoyée. Les terres des émigrés et de l’Église anglicane sont restituées. Une partie du travail législatif de l’époque puritaine est abrogé. Le roi reprend ses fonctions de chef de l’Église officielle. Les évêques retrouvent leurs postes et leur influence dominante. Ils exigent un Prayer Book révisé, rédigé par des anglicans et devant être adopté par tous les ministres du culte, ceux qui refusent devant quitter leur paroisse. L’émigration reprend parmi les anabaptistes et les quakers. Les catholiques bénéficient d’une grande tolérance, pouvant pratiquer leur culte et accéder aux fonctions publiques[30].
- 1er juin : Edward Hyde, comte de Clarendon (1609-1674), prend ses fonctions de Lord Chancelier[31].
- 29 août : l'Acte d’oubli (Act of Oblivion), amnistiant la plupart des révolutionnaires, prend force de loi[30].
- 23 septembre : acte de navigation sur l’immatriculation des navires anglais (pour l’application de l’acte de 1651)[32].
- 16-19 octobre : exécution de dix régicides (Thomas Harrison, John Jones, Adrian Scroope, John Carew, Thomas Scot, Gregory Clement, le révérend Hugh Peters, Francis Hacker, Daniel Axtel et John Cook)[33].

- Installation d’une communauté marrane à Dublin[34].

#### France
- 17 janvier : arrivée de la Cour à Aix-en-Provence[35].
- 21 janvier : occupation de Marseille par les troupes royales[35].
- 11 février : construction de la citadelle Saint-Nicolas à Marseille. Louis XIV entre dans la ville (2 mars). Des lettres patentes modifient le régime des élections municipales de Marseille et placent la ville sous tutelle royale[35].
- 15 février-4 avril : Bossuet prêche le Carême aux Minimes, place Royale[36].
- 2 mars : Louis XIV entre à Marseille[35].
- 5 avril : Turenne est nommé maréchal général[37].

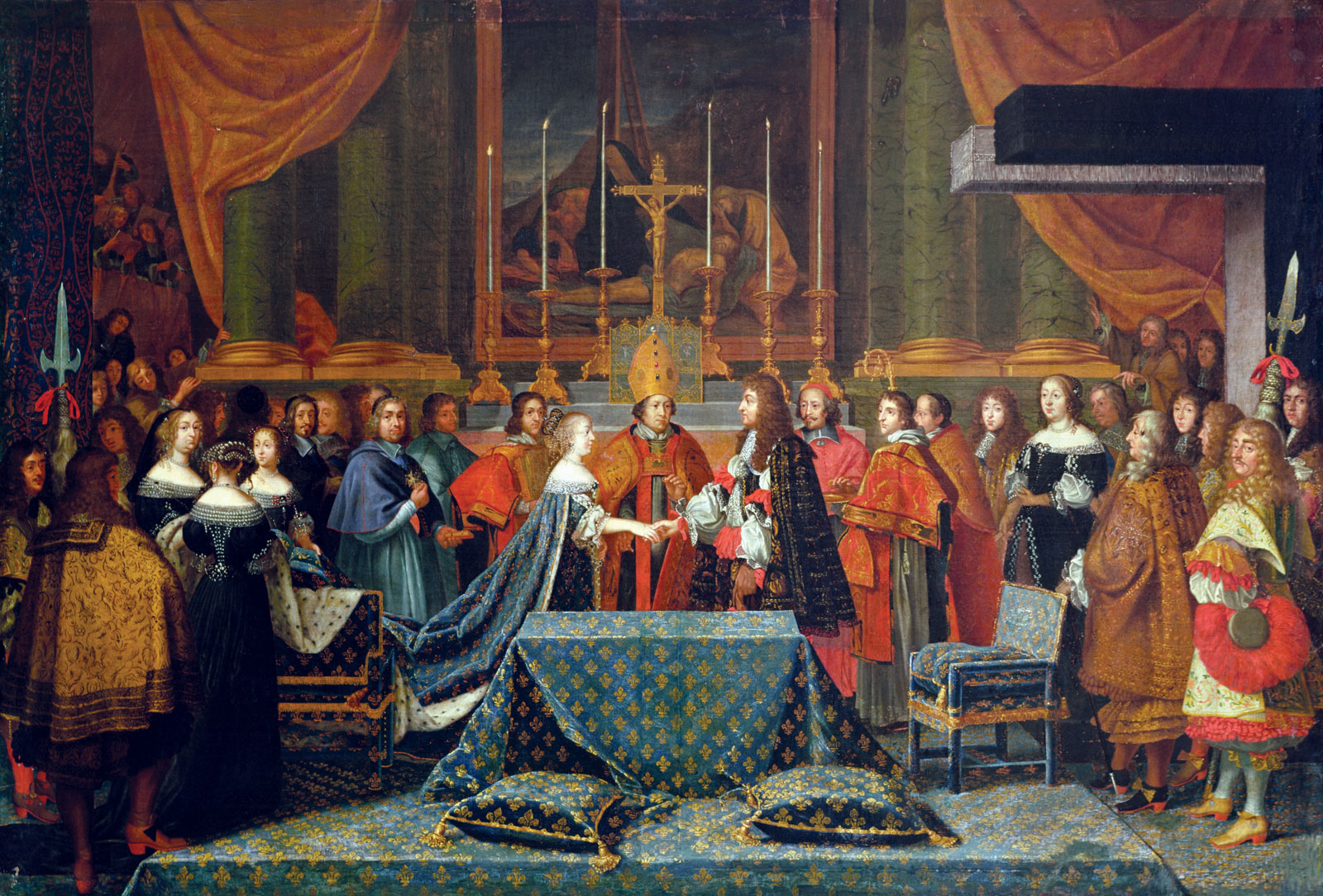
9 juin : noces de Louis XIV et Marie-Thérèse

- 9 juin : Louis XIV épouse à Saint-Jean-de-Luz l’infante Marie-Thérèse avec une dot de 500 000 écu d’or pour sa renonciation au trône d’Espagne (qui ne sera jamais payée)[38]. À Toulouse, à l’occasion du mariage du roi, est brûlé un monstre représentant l’hérésie.
- 26 août : entrée solennelle du couple royal à Paris[39].
- 20 septembre : Mazarin supprime la Compagnie du Saint-Sacrement[39].
- 14 octobre : Les Provinciales sont brûlées de la main du bourreau[40].

- 1660-1662 : crise de l'avènement. Séries de mauvaises récoltes, disette et épidémies responsable de plus d'un million de morts[41]. Sécheresse dans le Sud de la France.

## Naissances en 1660
- 27 janvier : Felice Cignani, peintre baroque italien († 12 janvier 1724).
- 25 mars : Antonio Amorosi, peintre italien du baroque tardif (rococo) († 5 octobre 1738).
- 28 mars :
  - George Ier, roi de Grande-Bretagne († 11 juin 1727).
  - Arnold Houbraken, peintre et biographe néerlandais († 14 octobre 1719).
- 6 avril : Johann Kuhnau, compositeur allemand († 5 juin 1722).
- 16 avril : Sir Hans Sloane, médecin, naturaliste et collectionneur irlandais d'origine écossaise († 11 janvier 1753).
- 19 avril : Sebastián Durón, compositeur et organiste espagnol de la période baroque († 3 août 1716).
- 24 avril : Cornelis Dusart, peintre, dessinateur et graveur néerlandais († 1er octobre 1704).
- 2 mai : Alessandro Scarlatti, compositeur italien († 24 octobre 1725).
- 3 mai : Pierre de Saint-Yves, peintre français († 4 novembre 1730).
- 17 juin : Jan van Mieris, peintre néerlandais († 17 mars 1690).
- 2 septembre : Louis Chéron, peintre, illustrateur, graveur et professeur d’art français naturalisé britannique († 26 mai 1725).
- 10 octobre : Daniel Defoe, aventurier, commerçant, agent politique et écrivain anglais († 24 avril 1731).
- octobre : Jean-Pierre Gibert, théologien et jurisconsulte français († 2 décembre 1736).
- 7 novembre : Johann Ferdinand Adam von Pernau, ornithologue autrichien († 14 octobre 1731).
- 4 décembre : André Campra, compositeur français († 29 juin 1744).
- Date précise inconnue :
  - Chen Shu, peintre chinoise († 1736).
  - Godfrey Hankwitz, chimiste allemand, travailla avec Robert Boyle
  - Francesco Civalli, peintre italien († 7 janvier 1703).
  - Giovanni Maria delle Piane, peintre baroque italien de l'école génoise († 28 juin 1745).
  - Gao Qipei, peintre de portraits, animaux, paysages et dessinateur chinois († 1734).
  - Antonio Puglieschi, peintre italien († 1732).
  - Giovanni Camillo Sagrestani, peintre baroque italien de l'école florentine († 1731).
  - Robert Byerley, militaire et homme politique britannique († 1714).
- Vers 1660 :
  - Jean Heuzet, humaniste français  († 1728).

## Décès en 1660
- 11 janvier : Akita Sanesue, daimyo de l'époque Azuchi Momoyama et du début de l'époque d'Edo (° 1576).
- 29 janvier : Peter Wtewael, peintre néerlandais (° 5 juin 1596).
- 2 février :
  - Govert Flinck, peintre néerlandais (° 25 janvier 1615).
  - Gaston de France, duc d'Orléans, frère de Louis XIII (° 24 avril 1608).
- 10 février :
  - Judith Leyster, peintre néerlandaise (° 28 juillet 1609).
  - Saül Levi Morteira, intellectuel juif d’Amsterdam (° 1599 à Venise).
- 26 mars : Jodelet, acteur comique français (° 11 septembre 1586).
- 30 avril : Scriverius, poète, historien et philologue néerlandais (° 12 janvier 1576).
- 24 juin : Abraham van Merlen, peintre et graveur flamand (° 1579).
- 30 juin : Étienne Gueffier, diplomate français (° 1573).
- 6 août : Diego Vélasquez, peintre espagnol (° 6 juin 1599).
- 14 août : Marie de Mantoue, noble italienne, épouse du duc Charles III de Mayenne (° 29 juillet 1609).
- 12 septembre : Jacob Cats, poète et politicien néerlandais (° 10 novembre 1577).
- 22 septembre : Pieter de Ring, peintre néerlandais (° vers 1615).
- 27 septembre : Vincent de Paul, prêtre français. sanctifié (° 24 avril 1581).
- 4 octobre : Francesco Albani, dit l’Albane, peintre italien (° 17 août 1578).
- 6 octobre : Paul Scarron, écrivain français de théâtre (° 4 juillet 1610).
- 20 octobre : Claude Deruet, peintre français (° vers 1588).
- 23 novembre : Adriaen Matham, graveur, marchand d'art, peintre et éditeur néerlandais (° vers 1599).
- 24 novembre : Jan Daemen Cool, peintre néerlandais (° 1589).
- 3 décembre : Jacques Sarrazin, sculpteur français (° 1592).
- Date précise inconnue :
  - Filippo d'Angeli, peintre baroque italien (° 1600).
  - Martin Besenval de Brünstatt, entrepreneur et commerçant, anobli en 1655, fondateur de la lignée des Besenval de Soleure († 1600).
  - Giacomo Cavedone, peintre baroque italien (° 14 avril 1577).
  - Gérard Douffet, peintre liégeois d'histoire et de portrait (° 1594).
  - Mateo Núñez de Sepúlveda, peintre espagnol (° 1611).
  - Shiga Chikatsugu, samouraï de l'époque Sengoku et du début de l'époque d'Edo (° 1566).
- Vers 1660 :
- Giuseppe Caletti, peintre baroque italien (° vers 1600).